# Friedrich Pels Leusden (Mediziner, 1866)

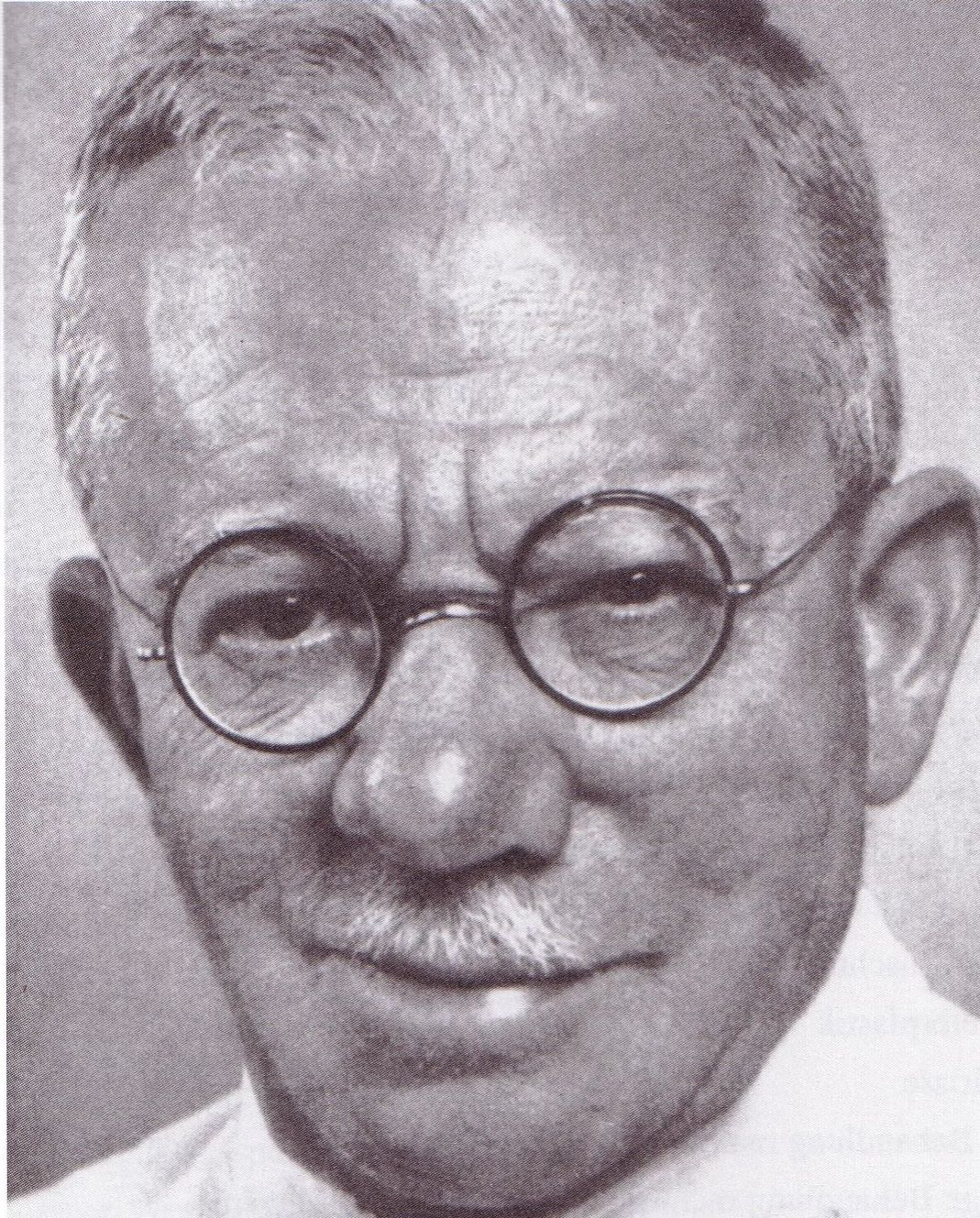
Friedrich Pels Leusden

Friedrich Pels Leusden (auch Pels-Leusden; * 12. August 1866 in Willich; † 16. März 1944 in Mehlem) war ein deutscher Chirurg, Hochschullehrer und Kommunalpolitiker.

## Leben
Friedrich Pels Leusden besuchte in Lüdenscheid Volksschule und Gymnasium. Das Abitur legte er an der Goetheschule Wetzlar ab. Er begann an der Philipps-Universität Medizin zu studieren und wurde im Jahr 1887 im Corps Teutonia Marburg aktiv. Als Inaktiver wechselte er an die Albert-Ludwigs-Universität Freiburg und die Julius-Maximilians-Universität Würzburg. In Würzburg wurde er 1891 promoviert. Anschließend war er als Assistent am Pathologischen Institut in Marburg tätig. In den Jahren 1896 bis 1899 war er in Göttingen tätig. Danach nahm er eine Assistentenstelle in Berlin an, wo er sich 1900 habilitierte. Er war Privatdozent für Chirurgie an der Friedrich-Wilhelms-Universität, und von 1904 bis 1911 Leiter der Chirurgischen Universitätspoliklinik an der Charité. Im Jahr 1911 ging er an die Königliche Universität zu Greifswald, wo er Ordinarius für Chirurgie wurde. Den Lehrstuhl hatte er bis 1934 inne und war in dieser Zeit mehrmals Rektor  der Hochschule. Auf ihn geht die Einrichtung einer damals modernen Röntgenabteilung zurück. In den Jahren 1923, 1930 und 1934 leitete er die 26., 40. und 48. Tagung der Vereinigung Nordwestdeutscher Chirurgen. Er gehörte dem Bürgerschaftlichen Kollegium der Stadt Greifswald sowie dem Pommerschen Provinziallandtag an und war Mitglied des Provinzialausschusses. Pels Leusden verfasste Schriften zur Pathologie von Knochen und Gelenken, Abdominalchirurgie und zu Eingriffen am Sympathikus. Seine Chirurgische Operationslehre wurde mehrfach aufgelegt. Er war am Lexikon der gesamten Therapie beteiligt.  Er war ein Onkel des gleichnamigen Hygienikers Friedrich Pels Leusden.

## Schriften
- Chirurgische Operationslehre für Studierende und Ärzte. Urban & Schwarzenberg, Berlin 1910, 1915, 1921, 1925.

## Ehrungen
- Geheimer Medizinalrat (1913)

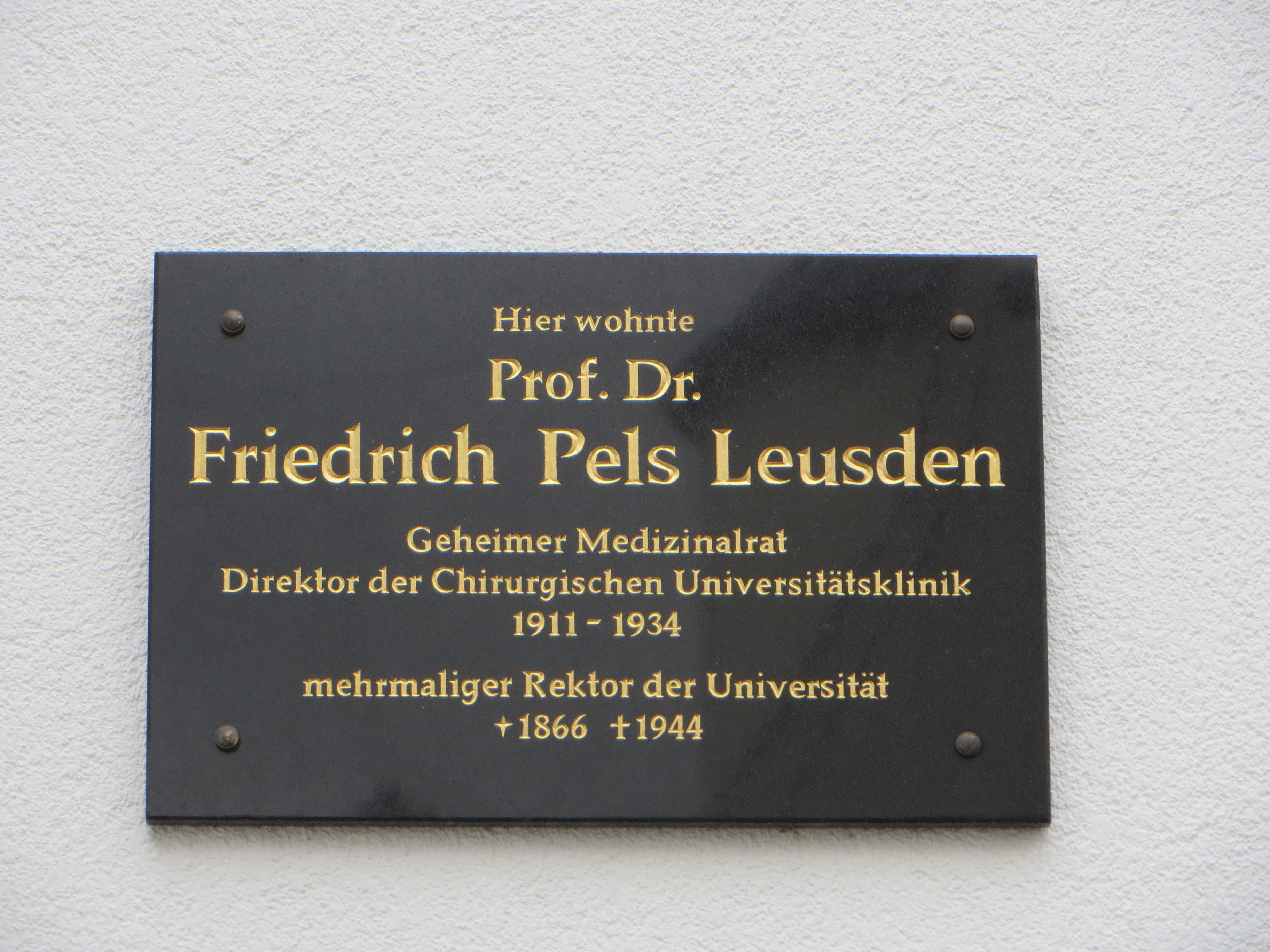
Gedenkplakette in Greifswald am Wohnhaus Robert-Blum-Straße 9, Ecke Käthe-Kollwitz-Straße

- Ehrenmitglied der Vereinigung Nordwestdeutscher Chirurgen[8]